# Факулы Никобар
Факулы Никобар (лат. Nicobar Faculae) — группа сравнительно небольших ярких пятен на поверхности Титана, самого большого спутника Сатурна.

## География и геология
Координаты центра — 2° с. ш. 159° з. д. / 2° с. ш. 159° з. д.. Максимальный размер — 575 км. Факулы Никобар находятся внутри тёмной местности Шангри-Ла, а к западу от неё — светлая местность Дильмун. По соседству с ними расположено множество других факул Титана: на северо-западе — факула Оаху, на северо-востоке — крупнейшая факула Титана — факула Крит, на юго-востоке — факула Кергелен, на юго-западе — факула Минданао, факула Сикоку и другие.
Факулы Никобар, скорее всего, имеют тектоническое происхождение. Были обнаружены на снимках с космического аппарата «Кассини».

## Эпоним
Названы по имени Никобарских островов. Название утверждено Международным астрономическим союзом в 2006 году.